# 定覚
定覚（じょうかく、生没年未詳）は日本の鎌倉時代に活動した慶派の仏師。康慶の次男とされ、これが正しいとすれば運慶の弟に当たる。息子または弟子に覚円。

## 経歴

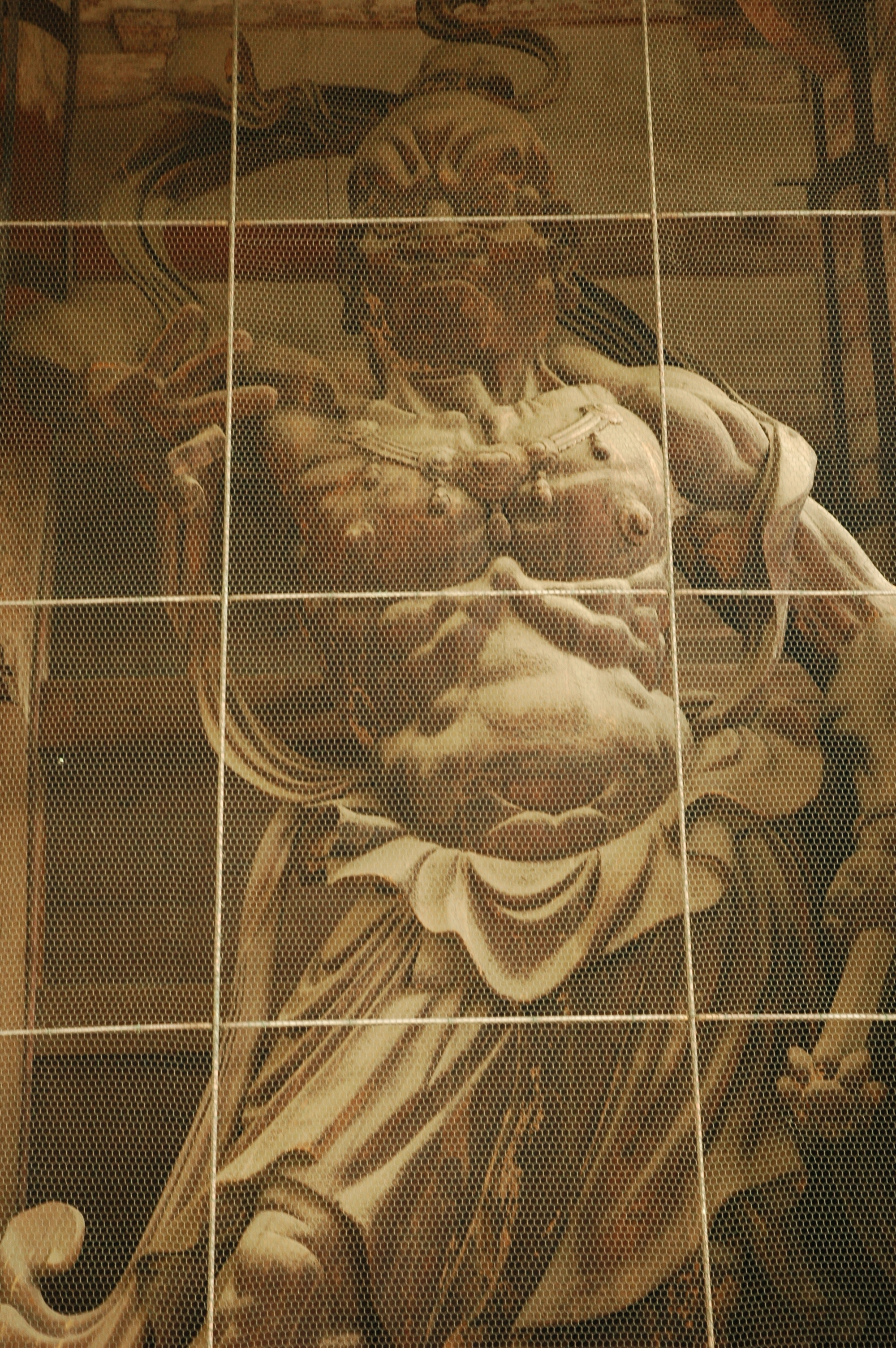
東大寺南大門金剛力士像のうち吽形像

- 建久5年（1194年）、快慶とともに東大寺中門の二天像（持国天、多聞天。永禄10年（1567年）焼失。）を造立する。定覚は西方の持国天像を担当した。（『東大寺続要録』）
- 建久6年（1195年）、東大寺大仏殿供養に際し、上記の功績により法橋位を受ける。なお、この時運慶は康慶の譲りで法橋より一つ上の法眼、快慶も法橋を受けるがそれを運慶の嫡子湛慶に譲っている。（『東大寺縁起絵詞』）
- 建久7年（1196年）、康慶、運慶、快慶と共に東大寺大仏脇侍（如意輪観音像・虚空蔵菩薩像）と四天王像（いずれも1567年（永禄10年）焼失）を造立する。定覚は如意輪観音像（快慶と共作）と四天王のうち多聞天像を担当した。（『東大寺続要録』）
- 建仁3年（1203年）、康慶、運慶、快慶と共に東大寺南大門金剛力士像（国宝）を造立。吽形像の像内納入品の経巻奥書から、同像は湛慶と定覚が大仏師として造像にかかわったことが分かる。同年11月の東大寺総供養の際には、賞を息子あるいは弟子と思われる覚円に譲り、彼を法橋にさせた。

## その他
定覚の単独の作品は知られていないが、東大寺中性院弥勒菩薩立像、京都・峰定寺釈迦如来立像を定覚作とする説がある。なお、建久7年（1196年）の東大寺大仏殿四天王像は、像容、身色等を忠実に模した「大仏殿様四天王像」と称されるものが金剛峯寺、海住山寺などに現存する。